# Тейлор, Мэттью
Мэ́ттью Са́ймон Те́йлор (англ. Matthew Simon Taylor; род. 27 ноября 1981, Оксфорд) — английский футболист. Выступал на позиции крайнего левого защитника или полузащитника. Сейчас работает футбольным тренером.

## Клубная карьера
Начал карьеру в клубе «Лутон Таун», дебютировав за клуб в начале сезона 1999/2000. Выступая на позиции левого крайнего защитника, он был признан лучшим молодым игроком года в клубе в первом же сезоне.
В июле 2002 года Тейлор перешёл в «Портсмут» за £750 000.
В сезоне 2002/03 «Портсмут» играл в формации «3-5-2», а Тейлор был левым фланговым защитником, поддерживая атаки команды. По итогам сезона «Портсмут» выиграл Первый дивизион Футбольной лиги (теперь он называется Чемпионат Футбольной лиги) и вышел в Премьер-лигу.
В Премьер-лиге Гарри Реднапп использовал классическую схему «4-4-2», в которой изначально не нашлось места Тейлору, однако во второй половине сезона 2003/04 он завоевал себе место на позиции левого защитника. В этом сезоне он забил гол в ворота «Ливерпуля» на «Энфилде» 15 февраля 2004 года в матче Кубка Англии.
Свой первый гол в Премьер-лиге Тейлор забил 1 февраля 2005 года в матче против «Мидлсбро».
В первой половине сезона 2007/08 Тейлор проиграл конкуренцию за место в основном составе «Портсмута» Нико Кранчару и 17 января 2008 года перешёл в «Болтон Уондерерс», перед этим отвергнув предложение «Сандерленда». 29 марта 2008 года он забил свой первый гол за «Болтон» в ворота лондонского «Арсенала». 11 мая 2008 года Тейлор забил первый гол за «Болтон» в выездном матче, сравняв счёт в матче с «Челси» в последнем туре чемпионата; матч завершился со счётом 1:1. В июле 2008 года Тейлор получил футболку с номером «7», ранее принадлежавшую Стелиосу Яннакопулосу. В июле 2009 года он продлил свой контракт с «Болтоном». Весной 2010 года тест крови показал, что у Тейлора инфекционный мононуклеоз, которым он болел на протяжении сезона 2009/10. Несмотря на болезнь, он регулярно выходил на поле в основном составе «Болтона».
23 июля 2011 года Тейлор перешёл в лондонский клуб «Вест Хэм Юнайтед»; сумма трансфера не разглашается.

## Достижения

### «Портсмут»
- Победитель Первого дивизиона Футбольной лиги: 2002/03